# Bang Khun Thian
Bang Khun Thian (tiếng Thái: บางขุนเทียน) là một trong 50 quận (khet) của Bangkok, Thái Lan. Các quận giáp giới (theo chiều kim đồng hồ từ phía bắc): Bang Bon, Chom Thong, Thung Khru (các quận của Bangkok), và các amphoe Phra Samut Chedi của tỉnh Samut Prakan và Amphoe Mueang của tỉnh Samut Sakhon.

## Lịch sử
Bang Khun Thian là một quận cổ, được lập năm 1867 làm một amphoe của Thon Buri.
Năm 1972, các tỉnh Thon Buri và Phra Nakhon được hợp nhất để tạo thành vùng đô thị Bangkok và các đơn vị hành chính mới đã được đổi từ amphoe và tambon sang quận (khet) và phó quận (khwaeng). Do đó, Bang Khun Thian trở thành một quận của Bangkok, bao gồm 7 phó quận: Bang Khun Thian, Bang Kho, Chom Thong, Bang Mot, Tha Kham, Bang Bon, và Samae Dam.
Do dân số tăng, một phần của quận Bang Khun Thian được tách ra riêng với tên Nhánh Bang Khun Thian số 1. Đơn vị mới này có 4 phó quận: Bang Khun Thian, Bang Kho, Bang Mot và Chom Thong.
Năm 1989, Nhánh Bang Khun Thian số 1 được nâng thành một quận, gọi là quận Chom Thong.
Năm 1997, phó quận Bang Bon được tách ra khỏi Bang Khun Thian và trở thành một quận.

## Các địa điểm đáng chú ý
Bang Khun Thian là quận duy nhất có bờ biển của Bangkok. Bờ biển dài khoảng 5 km và bùn lầy, có rừng đước. Các ngôi đền chùa trong quận này gồm Wat Kamphaeng (วัดกำแพง), Wat Kok (วัดกก) và Wat Bang Kradi (วัดบางกระดี่).

## Hành chính
Quận này được chia ra thành 2 phó quận (kwaeng).
| 1. | Tha Kham  | ท่าข้าม |
| 2. | Samae Dam | แสมดำ |